# リーヴヌィ
座標: 北緯52度25分26秒 東経37度35分59秒 / 北緯52.42389度 東経37.59972度

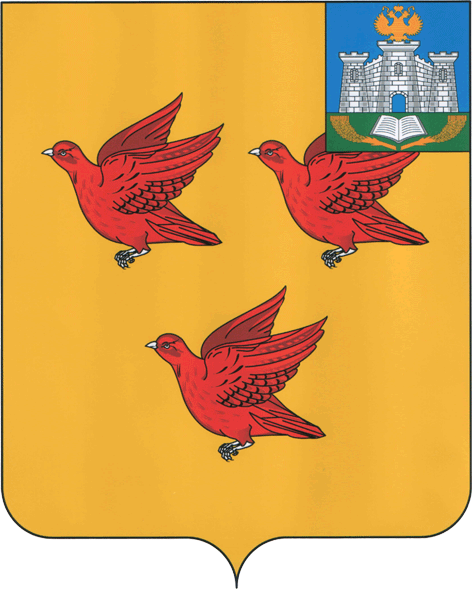
リーヴヌィの紋章

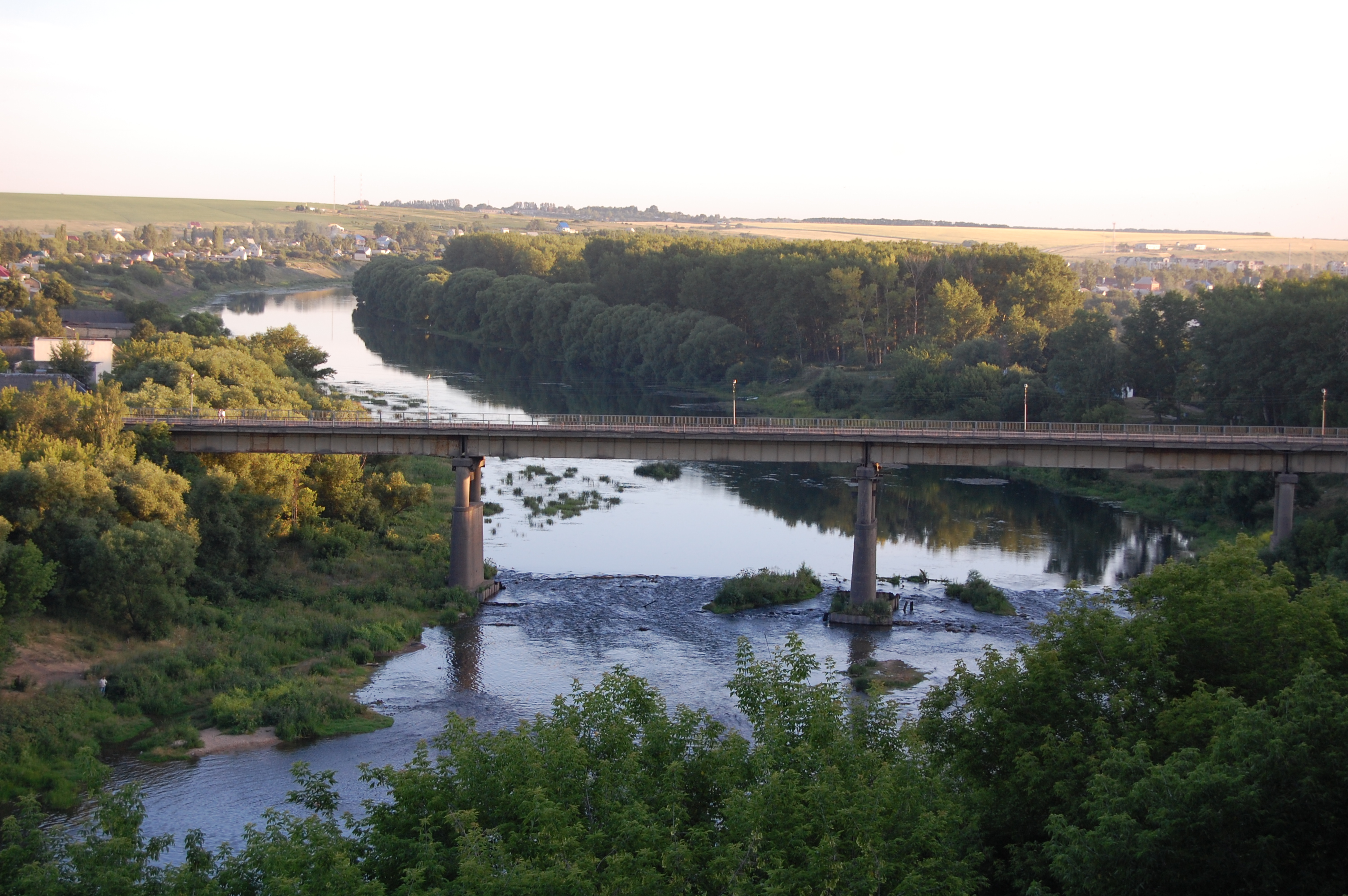
ソスナ川

リーヴヌィ（リヴヌイ、ロシア語: Ливны、ラテン文字表記の例: Livny）は、ロシアのオリョール州にある都市。人口は4万3549人（2021年） 。州都オリョールから南東へ150キロメートル。ドン川の支流ビーストラヤ・ソスナ川（ソスナ川、Бы́страя Сосна́）に沿う。

## 歴史
リーヴヌィの町が記録に初出するのは1556年のことであり、リヴェンカ川（Livenka）という小川がソスナ川に合流する地点に建てられた木造の砦ウスチ＝リーヴヌィ（Ust-Livny）として登場している。しかしモンゴルのルーシ侵入以前の1177年からこの場所に町があったとする説もある。リヴェンカ川という名は、大雨を表す「リヴェン」から来ているとされる。リーヴヌィの砦は、ムラフスキー道（Muravsky Trail）を通って北上してくるクリミア・ハン国の軍からモスクワ大公国の南部国境を守るのに重要な役割を果たした。
ウスチ＝リーヴヌィの名が現われて30年後、ツァーリ・イヴァン4世はマサリスキー公を派遣し、砦に駐屯する兵営の下に町を作るよう命じ、市の地位を得た。リーヴヌィの町はクリミア・タタール人により何度も攻められ炎上した。大動乱期の1606年には、リーヴヌィ市民はツァーリ・ボリス・ゴドゥノフに対して立ち上がり反乱を起こし、町の知事らを殺して偽ドミトリー1世へ味方することを命令した。その2年後、イヴァン・ボロトニコフと農民反乱軍は、リーヴヌィをツァーリ・ヴァシーリー4世との戦いのための基地の一つにしている。
1618年、木造の砦や町はペトロー・コナシェーヴィチ率いるコサックの軍により攻撃され炎上した。1661年にはクリミア・ハン国がまたもリーヴヌィを襲い炎上させている。しかし17世紀後半以後ロシアの国境が南へ拡大し、タタールの襲来がなくなると、リーヴヌィは軍事的重要性は失ったものの農業と農産物取引で繁栄の時期を迎えた。19世紀にはこの地域の交易を巡ってエレツの町と激しく競っていた。神学者・哲学者のセルゲイ・ブルガコフ（1871年-1944年）はリーヴヌィ生まれである。

## 産業
リーヴヌィ近郊では農業、特に肥沃な黒土を生かした穀物栽培が重要な役割を果たしている。市内では機械工業、プラスチック加工、建材、食品などの産業が立地する。
街にはオリョール、ヴォロネジほかロシア各地へ向かう列車が停車する駅がある。